# Boyelles
Boyelles település Franciaországban, Pas-de-Calais megyében. Lakosainak száma 366 fő (2022. január 1.). Boyelles Boiry-Becquerelle, Saint-Léger, Boisleux-Saint-Marc, Ervillers és Hamelincourt községekkel határos.

## Népesség
A település népességének változása:
| Lakosok száma | 336  | 350  | 360  | 358  | 359  | 360  | 362  | 364  | 366  |
|               | 2013 | 2015 | 2016 | 2017 | 2018 | 2019 | 2020 | 2021 | 2022 |